# Pazardżik (gmina)
Pazardżik (bułg. Община Пазарджик) – gmina w zachodniej Bułgarii, w obwodzie Pazardżik.

## Miejscowości
Miejscowości wchodzące w skład gminy Pazardżik:
- Aleko Konstantinowo (bułg.: Aлеко Константиново),
- Apriłci (bułg.: Aприлци),
- Bratanica (bułg.: Братаница),
- Car Asen (bułg.: Цар Aсен),
- Chadżiewo (bułg.: Хаджиево),
- Cryncza (bułg.: Црънча),
- Czernogorowo (bułg.: Черногорово),
- Debrysztica (bułg.: Дебръщица),
- Dobrownica (bułg.: Добровница),
- Dragor (bułg.: Драгор),
- Gelemenowo (bułg.: Гелеменово),
- Gławinica (bułg.: Главиница),
- Gowedare (bułg.: Говедаре),
- Iwajło (bułg.: Ивайло),
- Junacite (bułg.: Юнаците),
- Krali Marko (bułg.: Крали Марко),
- Lachowo (bułg.: Ляхово),
- Mało Konare (bułg.: Мало Конаре),
- Mirjanci (bułg.: Мирянци),
- Mokriszte (bułg.: Мокрище),
- Ognjanowo (bułg.: Огняново),
- Owczepołci (bułg.: Овчеполци),
- Patalenica (bułg.: Паталеница),
- Pazardżik (bułg.: Пазарджик) – siedziba gminy,
- Pisztigowo (bułg.: Пищигово),
- Rosen (bułg.: Росен),
- Saraja (bułg.: Сарая),
- Sbor (bułg.: Сбор),
- Sinitowo (bułg.: Синитово),
- Topoli doł (bułg.: Тополи дол),
- Weliczkowo (bułg.: Величково),
- Zwyniczewo (bułg.: Звъничево).